# Сейфулліна (Жолдасбая Єралієва сільський округ)
Сейфу́лліна (каз. Сейфуллин) — село у складі Жетисайського району Туркестанської області Казахстану. Входить до складу сільського округу Жолдасбая Єралієва.
В радянські часи село називалось Отділення № 4 совхоза 30-ліття Октября та Сейфулліно.
Населення — 1830 осіб (2021; 1577 у 2009, 1197 у 1999, 927 у 1989).